# Lockheed L-100 Hercules
El Lockheed L-100 Hercules (también conocido como Lockheed Model 382) es un avión de transporte propulsado por cuatro motores turbohélice, fabricado en Estados Unidos desde los años 1960 por la compañía Lockheed Corporation.
El L-100 Hercules es la versión civil del Lockheed C-130E Hercules. Del L-100 se llegaron a desarrollar dos variantes de mayor tamaño, conocidas como L-100-20 y L-100-30. La producción del L-100 se mantuvo hasta el año 1992, construyéndose un total de 114 aeronaves.

## Desarrollo
En el año 1959, la Pan Am realizó un pedido por un total de 12 GL-207 Súper Hércules, para ser entregados en el año 1962. Esta primera versión civil se basaba en el C-130B Hercules, equipándose con 4 turbohélices Allison T61. Finalmente, la Pan Am canceló dicho pedido, con lo que esta variante nunca llegó a desarrollarse.
No obstante, la Lockheed Corportation decidió seguir adelante con una versión para la aviación comercial, basándose en una versión desmilitarizada del C-130E Hercules. El primer prototipo del L-100 (matriculado N1130E) realizó su primer vuelo el 20 de abril de 1964. Tras concluir el programa de ensayos, recibió su certificado de aeronavegabilidad el 16 de febrero de 1965, realizándose la primera entrega el 30 de septiembre de 1965.
El estancamiento de las ventas llevó a que se desarrollase dos versiones de mayor capacidad, el L-100-20 y el L-100-30, las cuales eran de mayor longitud que la original. Se intentó desarrollar una versión actualizada del L-100, basada en el C-130J-30 Súper Hércules, pero el programa fue aparcado indefinidamente en el año 2000, para focalizarse en el desarrollo y producción de la versión militar.

## Componentes del L-100-30
Estados Unidos

### Propulsión
| Sistema | País                      | Fabricante             | Notas                                                               |
| ------- | ------------------------- | ---------------------- | ------------------------------------------------------------------- |
| Motor   | Bandera de Estados Unidos | Allison Engine Company | 4 × 501-D22A. Empresa estadounidense vendida a Rolls-Royce Holdings |

## Variantes

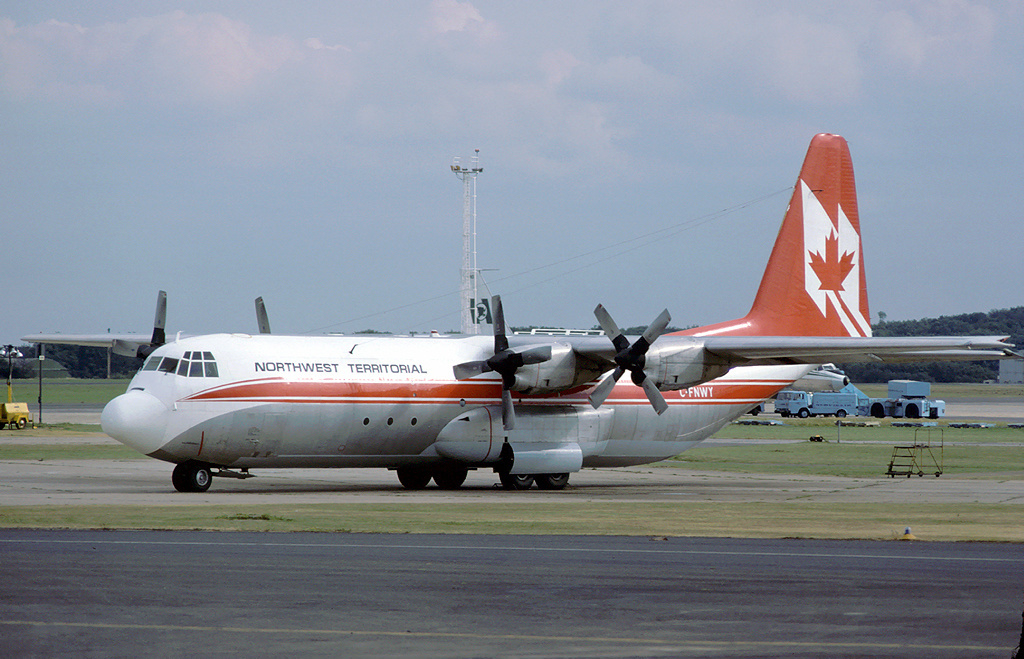
Un L-100-30 en el Aeropuerto de Londres Stansted.

Las variantes civiles son equivalentes al C-130E:
L-100 (Model 382)
Un único prototipo equipado con 4 motores Allison 501.
L-100 (Model 382B)
Versión de producción
L-100-20 (Model 382E and Model 382F)
Versión alargada en 2,52 metros.
L-100-30 (Model 382G)
Versión alargada en 4,55 metros.

## Usuarios

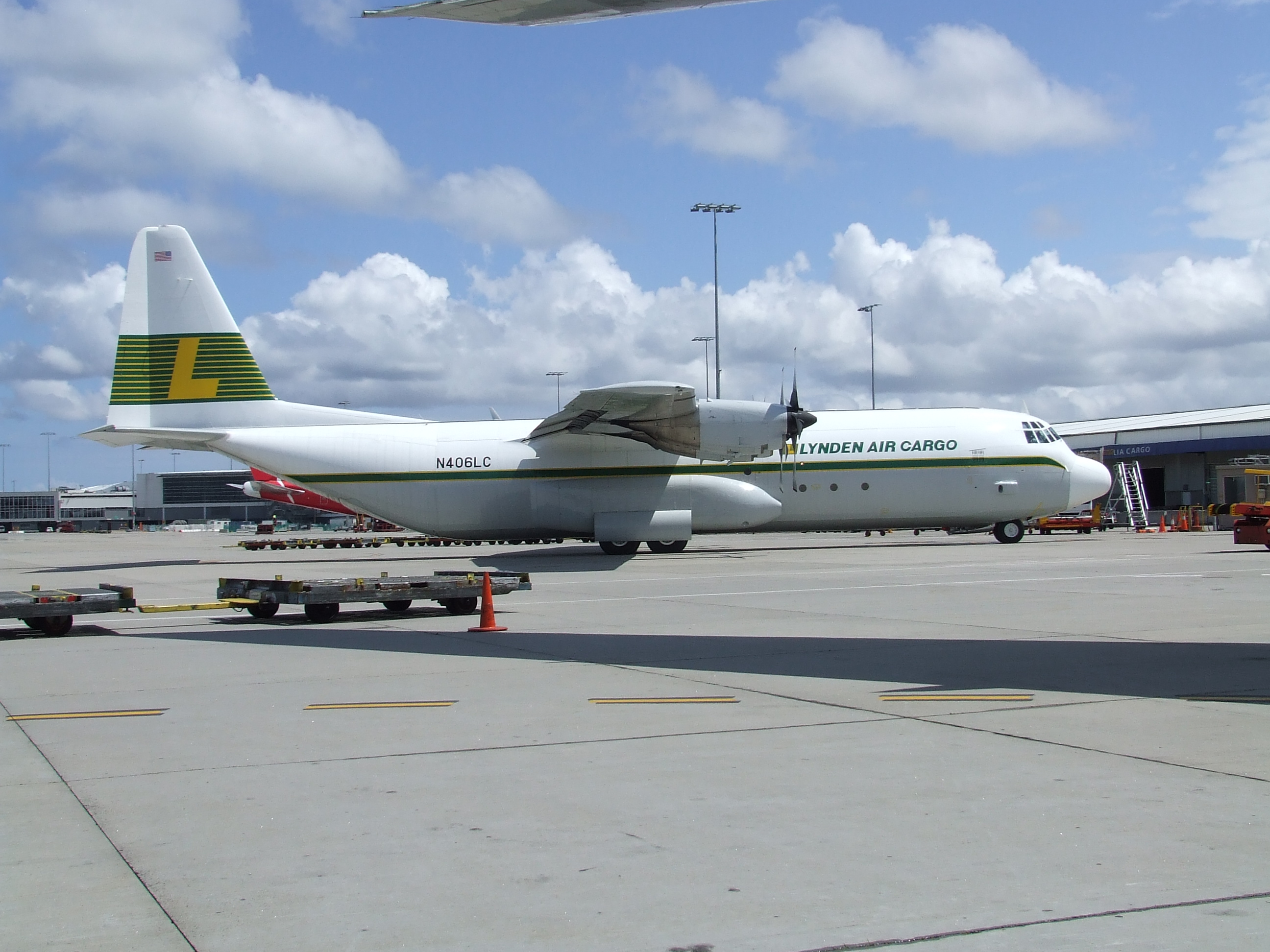
Un L-100-30 de Lynden Air Cargo.

### Civiles
Un total de 36 aviones Lockheed L-100 Hercules continúan en servicio comercial. Entre sus usuarios están Safair (9), Lynden Air Cargo (6), Transafrik (5), Libyan Arab Air Cargo (3), First Air (2), y otros usuarios.

### Militares
Un total de 35 aviones Lockheed L-100 están en servicio con usuarios militares, entre los que destacan la Fuerza Aérea de Indonesia (10) la Fuerza Aérea de Filipinas (4) , la Fuerza Aérea de Libia (5), la Fuerza Aérea de Argelia (3), la Fuerza Aérea de Kuwait (3), la Fuerza Aérea de Perú (3), la Fuerza Aérea Argentina (1), la Fuerza Aérea Real Saudí (3), la
Fuerza Aérea Ecuatoriana (1), la Fuerza Aérea Mexicana (1) y 
otros usuarios.

### Desarrollos relacionados
- Lockheed Martin C-130J Super Hercules
- Lockheed AC-130 Spectre/Spooky
- Lockheed DC-130
- Lockheed EC-130
- Lockheed EC-130H Compass Call
- Lockheed HC-130
- Lockheed LC-130
- Lockheed MC-130
- Lockheed WC-130

### Aeronaves similares
- Antonov An-12
- Blackburn Beverley
- Transall C-160
- Shaanxi Y-8
- Short Belfast

### Secuencias de designación
- Aviones civiles de Lockheed: Vega (1928) • Model 10 Electra (1935) • Lodestar (1940) • Constellation (1943) • L-188 Electra (1956) • L-1329 JetStar (1961) • L-100 Hercules (1965) • L-1011 TriStar (1970)